# Херцег Нови
Херцег Нови је град и сједиште истоимене општине у Црној Гори. Према попису из 2011. било је 11.059 становника. Херцег Нови је приморско мјесто смјештено на улазу у Боку которску и подно планине Орјен.

## Географија
Херцег Нови представља центар истоимене општине која се простире од граничног прелаза Дебели бријег до најужег дијела Бока которске (тјеснаца Вериге - 300 m ширине), на укупној површини од 235 km2 и броји нешто око 33.000 становника. Налази се на улазу у живописни залив Бока которске, окружене терасама које се спуштају од високог Орјена и са двјесто сунчаних дана годишње.
Географске координате града су: 42"27' сјеверне географске ширине и 18"33' источне географске ширине. Око града се налазе: планина Орјен (висине 1.895 m, позната је по својим ендемским врстама, рекреативним стазама и скијању у касним прољећним, понекад и раним љетњим мјесецима), брда: Доброштица (1.570 m) и Радоштак (1.441 m) и полуострво Луштица са највишим врхом Обосник (586 m). Сам улаз у Бококоторски залив се налази између ртова Оштра и Мириште и ширине је cca. 2.900 метара. Просјечна дубина воде у Заливу је 27,8 метара, а максимална је 61 метар. Од 1997. године Бока которска је и званично уврштена у Асоцијацију 28 најљепших залива свијета. Дугачко морско шеталиште Пет Даница спаја Игало и Мељине, такође позната и увијек угодна одмаралишта.
Ривијера дужине 15 км обухвата Мељине, Зеленику, Кумбор, Ђеновиће, Баошиће, Бијелу и Каменаре. Ова мала мјеста обилују чувеним плажама и кућицама а у рано пролеће добијају посебне боје у вријеме цвјетања чувене жуте мимозе.

### Клима
Област Бока Которске одликује средоземна клима са сувим и топлим љетима и благим зимама. Херцег Нови има специфичну микроклиму, што је последица отворености према југу, близини мора, кречњачке подлоге и планинског залеђа које спречава продор хладних ваздушних маса.
Херцег Нови има приближно 200 сунчаних дана годишње. У јулу и августу сунчаних сати има 11 дневно. Просјечна годишња температура је 16,2 °C. Такође постоје и честа мања колебање у температури; просјечна дневна колебања износе само 4 °C. Просјечна температура од маја до септембра је 25 °C, што пружа могућност да пливачка сезона траје више од 4 мјесеци, пошто је и просјечна температура мора висока и износи између 22 °C и 26 °C.
Просјечни годишњи ниво падавина је 1.930 mm. Највећа релативна влажност је током јесени и износи 80%. Најнижа релативна влажност је током лета.
| Месец                                   | Јан  | Феб  | Март | Апр  | Мај  | Јун  | Јул  | Авг  | Сеп  | Окт  | Нов  | Дец  |
| --------------------------------------- | ---- | ---- | ---- | ---- | ---- | ---- | ---- | ---- | ---- | ---- | ---- | ---- |
| Средње максималне температуре ( °C)     | 12,2 | 12,8 | 15,0 | 18,1 | 22,6 | 26,2 | 29,4 | 29,4 | 26,1 | 21,8 | 17,0 | 13,6 |
| Средње минималне температуре ( °C)      | 4,8  | 5,2  | 7,0  | 9,6  | 13,5 | 16,9 | 19,3 | 19,3 | 16,6 | 12,9 | 9,4  | 6,4  |
| Средња количина падавина по месецима () | 231  | 195  | 199  | 156  | 104  | 64   | 47   | 85   | 142  | 199  | 258  | 236  |

## Историја
Археолошка налазишта са полуострва Луштица и пећине Врањај показују присуство људи на овим просторима још у млађем каменом добу и раном бронзаном добу. У 3. вијеку п. н. е., послије побједе над Илирима, овим крајевима је завладала Римска република.
Након подјеле Римског царства, ова област је припала Западном римском царству. Послије пада Западног римског царства, овим крајевима доминирала је Византија. Словенска племена су почела насељавати ове просторе у 7. вијеку, у периоду када на тлу Византије ничу прве жупе, које су на почетку зависиле од Византије, а касније постепено стичу независност и политичку аутономију. На простору око данашњег Херцег Новог формирана је жупа Драчевица. Ова жупа је припадала приморским жупама српске удеоне кнежевине Травуније (поред: Рисна, Конавла и Жрновице). Драчевица је добила име по словенској ријечи драч (ситно, трновито жбуње). Жупа се дијелила на три поља: Суторину, Камено поље и Кутско поље. Кроз жупу је пролазио римски пут, а одвајао се од мора долином Суторине, ка Конавлима. Тјеснац Вериге (Catena) у Боки которској, који је скраћивао пут из Дукље до Травуније, налазио се на путу између жупе Драчевице и сусједне жупе Рисна. Већ од 10. вијека Драчевица је изгубила независност и постала посјед зетских кнежева, а њих су од 12. вијека сменили Немањићи. Послије смрти цара Душана, Драчевицом је завладао кнез Војислав Војиновић, а затим Балшићи.
Прво име Херцег Новог је било Свети Стефан, када је и основан 1382. године у саставу Краљевине Босне за време владавине краља Србљем и Босне Стефана Твртка Првог Котроманића, који га је утврдио у жупи Драчевица у Топаљском заливу. Тврткова жеља је била да Краљевина Босна добије сопствену луку како би био трговински независан од Дубровника. Дубровчани су стога блокирали град и приморали Твртка да призна њихов монопол над трговином соли. Послије Тврткове смрти, војвода Сандаљ Хранић Косача је задобио насеље. Од његовог времена, град се успјешно бавио трговином соли.
Своје данашње име, Херцег Нови, добио је у вријеме владавине Сандаљевог сестрића, херцега од Светога Саве Стефана Вукчића Косаче, када је доживио и највећи процват и развој. Турци га освајају 1482. године и, са кратким прекидом од 1538—1539. године, када су га, на кратко, преузели Шпанци, владају њиме близу 200 година, све до 1687. године.
Након тога на његовом тлу смјењују се разни народи и цивилизације, остављајући дубоке трагове на историју, културу и укупан развој овога краја. Након Османлија град освајају Млечани, који њиме владају све до пропасти Млетачке републике 1797. године. Од тада долази до честих промјена управе у Херцег Новом.
Након Кампоформијског мира из 1797. Аустријанци су њиме владали до 1806. године, а, након тога, власт преузимају Руси до 1807. године, потом по одредбама Тилзитског мира, Наполеонова Француска која је владала до 1814. године. У врло кратком периоду 1813—1814. године град је преузела привремена влада Црне Горе и Бока которске, али од те 1814. године па све до 1918. године град је под аустроугарском управом. Град и остатак залива су укључени у састав аустријског крунског поседа.
У Херцег Новом је 1855. године у јесен отворена српска читаоница. У њено друштво се уписало 40 чланова, а највреднији су били Александар Павковић, Матеја Прлаиновић и Марко Радуловић. Радило се на опремању књижнице. Српска основна школа је била тада у фази отварања, захваљујући фондацијама Бошковића и Лакетића. Школска зграда се тада увелико градила.  Године 1895. генерал Јован Мишковић је са супругом је пропутовао Боку которску и Јадран о чему је оставио кратке дневничке записе. Мишковић пише за Херцег Нови да је најсрбастији град, па Рисан и да су у Херцег Новом све дућанске рекламе исписане ћирилицом.
Краљевина Црна Гора је покушала да поново освоји Боку которску током Првог свјетског рата, када га је црногорска војска бомбардовала са Ловћена. Српска војска је ослободила залив 7. новембра 1918. Одлукама Велике Народне скупштине у Подгорици 26. новембра долази до сједињења две српске краљевине Србије и Црне Горе а потом и до уједињења Срба, Хрвата и Словенаца у Краљевство Срба, Хрвата и Словенаца, која је касније преименована у Краљевину Југославију.
Послије капитулације Југославије 1941. године у граду су као окупатори били Италијани, затим и Немци све до коначног ослобођења 28. октобра 1944. године. Град је у социјалистичкој Југославији ушао у састав Народне Републике Црне Горе.

## Култура
Богато споменичко насљеђе на подручју Херцег Новог настало је као резултат прожимања разних народа и култура које су се кроз његову дугу историју овдје смјењивали и сударали.
Стари град је јединствена архитектонска јединица, испресјецана уским улицама и степеницама, које мјештани називају скале. Будући да лежи на каскадном терену, Нови има више степеница од "стварних" улица, па су временом оне постале симбол града. Знаменитости града и околине су кула Канли, извор Немиле, Котобиљ код опјеван у ,,Горском вијенцу", кућа Ива Андрића у Топлој, претворена у ресторан Клуба књижевника, мјесто у Мељинама, гдје је живио владика Николај Велимировић, манастир Савина. Изнад Шквера, главне луке, поносно стоји тврђава Форте Маре коју је 1382. године подигао оснивач града, краљ Босне и Србљем Твртко Котроманић.
Херцег Нови је познат и као Град пјесника. Андрић је говорио да овај град од скалина има посебну душу јер се овдје магија увијек изнова може доживјети.

### Манастири и цркве
У Херцегновској општини сакрални споменици заузимају прво мјесто у непокретном споменичком фонду овог краја и то не само по броју већ и по територијалној распрострањености и културно-историјској вриједности. Наиме од 342 непокретна споменика културе на територији Црне Горе у херцегновској општини их се налази 89.
Манастир Савина се налази 2 km источно од Херцег Новог у јединственом амбијенту медитеранске вегетације. Један је од најљепших примјера архитектуре барока на Јадрану. Састоји се од 3 цркве: мале цркве Св. Саве (15. вијек) која се налази на брежуљку по коме носи име, мале цркве Успења Богородице (15. вијек - по неким изворима градња ове цркве је започета у 11. вијеку) и велике цркве Успења Богородице (коју је саградио познати архитекта Никола Форетић - Корчуланин у 18. вијеку). Велика црква Успења Богородице грађена је од 1777. до 1799. године. Највећу вриједност ове цркве представља иконостас који су 1797. године изградили мајстор Симеон Лазовић и његов син Алексије из Бијелог Поља. У ризници манастира налазе се изузетно вриједни предмети - експонати од којих треба издвојити: кристални крст Светог Саве из 13. вијека, плаштаницу из 1642. године, сребрну петохљебницу из 1648. године, кивот Манастира Тврдош из 1615. године, један путир из 1650. године, јеванђеље из 1685. године, јединствен портрет руског цара Петра Великог.
Црква светог Арханђела Михаила на данашњем главном тргу Старог града, тргу Херцега Стјепана - који се популарно назива и Белависта, налази се један од драгуља бококоторског неимарства, особит по архитектонској и умјетничкој изради - црква Св. Арханђела Михаила. Саграђена је у три стила: византијском, барокном и готском на крају деветнаестог вијека - 1900. године. Саграђена од камена са Корчуле, са иконостасом од бијелог мермера који је урадио чешки уметник Фрањо Циглер. На доњем тргу можете посјетити цркву св. Јеронима, заштитника града, постављене на мјесту највеће џамије из времена турске владавине.
Црква светог Јеронима се налази у Старом граду, на тргу Мића Павловића, саграђена је 1856. године. На мјесту на коме се налази ова црква раније је, у 17. вијеку, била подигнута католичка парохијска црква посвећена Св. Јерониму заштитнику града. Та црква је срушена у 19. вијеку и на истом мјесту је подигнута данас постојећа, много пространија и већа. У постојећој цркви се налазе дјела једног од највећих барокних сликара Пераштанина Трипа Кокоље.
Црква светог Леополда Мандића се налази поред Цркве Светог Јеронима, саграђена је по наредби Јеронима Корнера годину дана након заузимања града од стране Млечана. Данас је црква посвећена Леополду Мандићу који је рођен у Херцег Новом, а за свеца га је 1983. године прогласио папа Јован Павле II.
Црква свете Ане се налази се на Савини, саграђена је за вријеме турске владавине у 16. вијеку. Подигли су је Шпанци, односно племићка породица дон Ферантеа Гонзаге. Била је четири пута рушена и обнављана. На истом мјесту, 1985. године, изграђена је нова црква која припада парохијалној цркви Св. Јеронима.
Црква светог Ђорђа се налази на Топлој, саграђена је одмах након заузимања града од стране Млечана, а рестаурирана 1848. године. У цркви се налази изузетно вриједна итало-критска кружна икона Св. Петра и Павла из 16. вијека.
Црква светог Спаса се налази на Топлој. Изградња ове цркве је започела 1709. године, поред Цркве Светог Ђорђа, а градња цркве је завршена 1713. године. Свој данашњи изглед је добила 1864. године када је реновирана готово од темеља. У унутрашњости цркве налазе се изузетно вриједни предмети које су познати људи тога доба поклонили овој цркви. Изнад ове и цркве Св. Ђорђа налази се парохијално гробље, а уз гробље ћелија (са спомен плочом) у којој је Јосип Троповић учио Петра Петровића Његоша.
Католичка Црква светог Антона се налази се у западном подграду града, са самостаном који су подигли Шпанци 1687. године за вријеме краткотрајне владавине. Црква потиче из 1710. године, а посвећена је чудотворцу Светом Антуну Падованском. Самостан је данашњи изглед добио 1790. године.

### Утврђења
- Шпањола

Шпањола је подигнута за вријеме турске владавине у 15. и 16. вијеку, али је свој назив добила по Шпанцима који су учествовали у њеној градњи за вријеме своје једногодишње владавине.
- Канли Кула

Канли Кула потиче из турског доба (16. вијек), била је затвор (отуда њено име на турском језику и значи „крвава кула"), а 1966. године реконструисана је у једну од најљепших љетних позорница на Јадрану са преко 1000 сједећих мјеста.
- Сат Кула

Сат Кула (Сахат кула-Тора) је подигнута 1667. године по наредби султана Махмуда. На Видовдан 1936. постављен је бели орао.
- Кула Св. Јеронима

Кула Св. Јеронима подигнута је 1687. године у част Јеронима Корнера освајача града.
- Форте Маре

Форте Маре (морска тврђава) је грађена у периоду између 14.-17. вијека, рестаурирана 1833. године, а од 1952. године адаптирана је у љетњи биоскоп, касније и дискотеку.
- Цитадела

Цитадела је тврђава која се налазила на самом мору и зидинама била спојена са доњим градом. Кула са зидом грађена је за вријеме млетачке власти. Тврђава је скоро потпуно срушена за вријеме земљотреса 1979. године, и данас, више у мору него на копну, постоје само остаци зидина.

### Знаменитости
Лазарет је атрактивна и импозантна грађевина, која је у вријеме када је изграђена (18. вијек) представљала главну здравствену и санитетску установу за Боку которску. Налази се у Мељинама, а датира из 1732. године. Градили су је Млечани у клесаном камену, који су калуђери припремали за градњу велике манастирске цркве на Савини. У дворишту ове грађевине налази се капела Св. Рока грађена 1730. године, у вријеме изградње самог Лазарета. Црква је реконструисана 1892. године. У средишту ових грађевина ограђених зидом са двоје врата и три атријума са неколико мањих зграда налази се фонтана. Испред зграде се налазе два пристаништа, једно веће са лукобраном и једно мање.
Парк бившег хотела Бока је прави ботанички врт, лоциран у самом центру града. Формирање парка отпочело је када и градња хотела, 1908. године, прави облик и садржину добија за вријеме Првог свјетског рата, посебно 30-их година прошлог вијека. У парку се налази преко 80 врста биљака, које су бокељски поморци доносили из разних крајева свијета. До 1979. године у парку се налазио и рибњак, који је тада срушен због посљедица које је имао хотел „Бока“ од земљотреса, али је 2000. године, заједничком акцијом Туристичко-информативног центра и Општине Херцег Нови, рибњак поново изграђен по пројекту Новљанина Бора Дабовића, пројекту који је, углавном, био скоро идентичан првобитном пројекту инжењера Момчила Тапавице, и на старом, скоро истом, мјесту.
Плава шпиља је једна од најатрактивнијих у низу пећина које се налазе на полуострву Луштица, смјештена између увале Златна лука и Рта Мокра гора. Удаљена је од Херцег Новог 5,7 километра. Има два отвора под углом од 45 степени, висина од нивоа мора до врха таванице је 9 m., а дубина 3 - 4 m. Свој назив је добила по необично плавој боји која настаје током ведрих дана, рефлексијом сунчевих зрака који се одбијају од њену површину. У њу се може ући обичном барком или мањим бродићима.
Острво Мамула на поморским картама је познато под називом Ластавица, док је своје општеприхваћено име Мамула добило по аустријском генералу Лазару Мамули који га је утврдио средином 19. вијека. Мамула је ненасељено острво на самом улазу у Бококоторски залив, удаљено од Херцег Новог 3,4 нм. Кружног је облика, пречника 200 m, обрасло ниском вегетацијом, са плажом и пристаништем на сјеверној страни. У вријеме оба свјетска рата на овом острву је био затвор и као знак сјећања на тај период постављена је спомен плоча. За оживљавање и туристичку валоризацију овог изузетно атрактивног острва направљено је неколико пројеката, али ниједан није до сада реализован. Мамула је и даље напуштено острво, али и омиљено љетно излетиште.

#### Парк Савинска Дубрава
Од бившег мотела „Дубрава“ (данас зграда дирекције ХТП „Бока“ АД) према источној страни града, према Мељинама, води пут у Савинску дубраву. Цијелом Дубравом, кроз чемпресе, борове, кестенове, грабове и храстове, уз неколико прелијепих видиковаца, кривудају стазе богом дане за рекреацију. Асфалтни пут код улаза у Манастир Савина трасиран је тако да се један стољетни храст медунац нашао усред асфалта - на средини коловоза и дан данас одолијева аутомобилима.
Небеско огњиште је врло необична стара породична кућа, претворена у изложбени простор, вајарски атеље, препуна експоната аутора Косте Килибарде. Овај изворни умјетник, заједно са природом, њено дрво преображава у најразличитије облике и садржаје дајући им притом један нови живот и трајање. Ова својеврсна „галерија“ налази се на брдашцету Лаловина, у Зеленици.

#### Хотел „Плажа Зеленика“
Хотел „Плажа Зеленика“ је први хотел у Црној Гори, хотел који је доживио свој велики јубилеј, 100 година постојања. Наиме 1902. године др. Антал Маџар, племић поријеклом из Будимпеште, саградио је хотел на самој обали мора, на плажи окруженој боровима и зеленилом, па је по томе и добио своје првобитно име „Пансион на зеленој плажи“. У овом хотелу први гости су били странци па је то уједно био и зачетак иностраног туризма. Захваљујући потомцима оснивача хотела, прије свега унуку оснивача Чаби Маџару, историјату и значају овог хотела посвећено је много новинарских репортажа, тв емисија, публикација, а најзначајнија је свакако књига Хотел „Плажа Зеленика“ Чабе Маџара, као и књига „Зеленика….. колијевка туризма“ његовог брата др. Золтана Маџара. Од 1948. године, када је хотел национализован, промијенио је неколико власника, а од 1991. године у њему је сједиште Команде РМВЈ. Оно што представља својеврстан куриозитет је да је то једини сачуван хотелски објекат из тог, а такође и из каснијег периода између два свјетска рата.

#### Градска степеништа -Улице
Херцег Нови је приморски град, један од оних у којима су улице, врло често, у ствари степеништа. Код Новог је још специфично и то да су неке од тих „улица“ доста дугачка степеништа па су, самим тим, врло напорна туристима и гостима града. Улице које су, у ствари, степеништа носе сљедећа имена: ДАНИЦЕ ТОМАШЕВИЋ, РИСАНСКА, ЈОВА ДАБОВИЋА, 28. ОКТОБРА, ДАША ПАВИЧИЋА, ЛУКЕ МАТКОВИЋА, МАРКА ЦАРА, СИМЕ МАТАВУЉА, МАРКА ВОЈНОВИЋА.

## Туризам
Почеци туризма на овом подручју сежу у XIX вијек. Из тог доба постоје први записи (Симе Матавуља) о Гостионици Шјора Розе. Кафана „Белла Виста“, породице Сава Бачановића, са 25 кревета „за странце“ помиње се 1872. године.
Развој модерног хотелијерства у Херцег Новом, могло би се са правом рећи и у Боки которској и Црној Гори, почиње изградњом пансиона "Пансион на Зеленој Плажи" у Зеленици, касније званог само хотел "Плажа".
Овај хотел је са радом започео 1902. године, али је дозвола којом је Општинско управитељство дозволило градњу овог хотела мађарском племићу Др. Антал Магуару из Будимпеште, такође из XIX вијека - датирана је 24. новембра 1898. године.
"Акционарско друштво за грађевине и саобраћај Херцег Нови“ је 1909. године затражило дозволу за изградњу хотела "Бока" у самом центру Херцег Новог, који почиње са радом 1913. године са 43 собе и „централним огријевом и врућом купељи“. Овај је хотел годинама био својеврсни симбол и заштитни знак града, а, између осталог, на Сајму туризма у Паризу 1932. године освојио је златну медаљу за „комфор и услугу“.
У катастрофалном земљотресу 1979. године знатно је оштећен и непуну годину дана касније је морао бити срушен. Украс хотела и његовог парка, надалеко познатог по ријетким медитеранским биљкама, био је рибњак који је из истих разлога био срушен. Акцијом Туристичког центра и Скупштине општине рибњак је 1998. године враћен на исто мјесто у истовјетном изгледу.......
У периоду између два свјетска рата у Херцег Новом је радило више хотела међу којима: „Америка“, „Рудник“, „Јадран“, „Балкан“, „Савина“, „Европа“, „Топола“, „Ерцег Нови“, „Српски хотел“, „Београд“.... Године 1926. своја врата гостима отворио је и хотел „Плажа“ власништво породице Трани на приближно истом мјесту на којем се налази и данас.
Године 1906. Томо М. Катурић је добио дозволу за држање коначишта у Каменарима, а 1929. године у Игалу је отворен хотел „Игало“ власништво породице Јанковић. У Зеленици, поред већ поменутог хотела „Плажа“, радио је и хотел „Бока“, тик уз горепоменути хотел, власништво Обрена Дунђеровжића, којег су Нијемци дигли у ваздух при повлачењу 1944. године, као и хотел са истим именом - власништво Благоја Мићуновића.
У вријеме између два свјетска рата основана су, међу првима на Јадрану, и два туристичка друштва: „Савина“ у Херцег Новом 1922. године и „Игало“ у Игалу 1924. године.
Интензиван и организован развој туризма новијег доба на овом подручју везује се за шездесете године прошлог вијека када су изграђени скоро сви и данас постојећи хотели, који су то доба били и велики и модерни. Једино су хотел „Плажа“, у данашњем изгледу, и II фаза Института „Др. Симо Милошевић“ - Медитерански здравствени центар изграђени касније, 1980. односно 1988. године.
Још давне 1929. године херцегновска општина је проглашена за „морско купалиште и климатско љечилиште“ јер од давнина се знало за љековита својства приобалног морског муља званог „игаљско блато“ и минералне воде „игаљске слатине“. Временом, развојем Игала, термин климатско љечилиште се губи као термин за цијелу Општину. Већ поменути хотел „Игало“, са 16 соба и 40 лежаја, био је подигнут управо на мјесту гдје се налази данашња зграда Прве фазе Института и већ тада је имао, на примјер, хотелски аутомобил који је дочекивао госте у пристаништу или аеродрому „Груда“. 1930. године је извршено испитивање игаљског блата у лабораторијуму познатог француског љечилишта Виши које је дефинитивно потврдило његову изузетну љековитост, али тек након Другог свјетског рата, захваљујући др. Светозару Живојиновићу реализовани су давно донијети планови о оснивању љечилишта у Игалу, које је Одлуком владе Црне Горе од 1.11 1949. године коначно и основано.

## Демографија
У насељу Херцег Нови живи 10.156 пунолетних становника, а просечна старост становништва износи 38,7 година (37,5 код мушкараца и 39,8 код жена). У насељу има 4461 домаћинство, а просечан број чланова по домаћинству је 2,85.
Становништво у овом насељу веома је хетерогено, а у последња три пописа, примећен је пораст у броју становника.
|  |

| Демографија | Демографија | Демографија |
| Година      | Становника  | Становника  |
| ----------- | ----------- | ----------- |
|             |             |             |
|             |             |             |
|             |             |             |
|             |             |             |
| 1948.       | 2.371       |             |
| 1953.       | 2.926       |             |
| 1961.       | 3.797       |             |
| 1971.       | 6.705       |             |
| 1981.       | 8.130       |             |
| 1991.       | 11.429      | 11.217      |
| 2003.       | 13.163      | 11.059      |
|             |             |             |
|             |             |             |

| Етнички састав према попису из 2003.‍ | Етнички састав према попису из 2003.‍ | Етнички састав према попису из 2003.‍ | Етнички састав према попису из 2003.‍ | Етнички састав према попису из 2003.‍ |
| ------------------------------------ | ------------------------------------ | ------------------------------------ | ------------------------------------ | ------------------------------------ |
|                                      |                                      |                                      |                                      |                                      |
| Срби                                 | Срби                                 |                                      | 6.376                                | 50,05%                               |
| Црногорци                            | Црногорци                            |                                      | 3.873                                | 30,40%                               |
| Хрвати                               | Хрвати                               |                                      | 417                                  | 3,27%                                |
| Југословени                          | Југословени                          |                                      | 140                                  | 1,09%                                |
| Муслимани                            | Муслимани                            |                                      | 90                                   | 0,70%                                |
| Роми                                 | Роми                                 |                                      | 65                                   | 0,51%                                |
| Македонци                            | Македонци                            |                                      | 60                                   | 0,47%                                |
| Бошњаци                              | Бошњаци                              |                                      | 51                                   | 0,40%                                |
| Словенци                             | Словенци                             |                                      | 26                                   | 0,20%                                |
| Мађари                               | Мађари                               |                                      | 19                                   | 0,14%                                |
| Албанци                              | Албанци                              |                                      | 17                                   | 0,13%                                |
| Италијани                            | Италијани                            |                                      | 10                                   | 0,07%                                |
| Руси                                 | Руси                                 |                                      | 9                                    | 0,07%                                |
| Немци                                | Немци                                |                                      | 4                                    | 0,03%                                |
| непознато                            | непознато                            |                                      | 330                                  | 2,59%                                |

| \| \| м \| \| \| ж \| \| ? \| 66 \| \| \| 86 \| \| 80+ \| 102 \| \| \| 155 \| \| 75—79 \| 148 \| \| \| 185 \| \| 70—74 \| 216 \| \| \| 269 \| \| 65—69 \| 313 \| \| \| 351 \| \| 60—64 \| 332 \| \| \| 353 \| \| 55—59 \| 337 \| \| \| 384 \| \| 50—54 \| 432 \| \| \| 571 \| \| 45—49 \| 436 \| \| \| 519 \| \| 40—44 \| 421 \| \| \| 456 \| \| 35—39 \| 417 \| \| \| 479 \| \| 30—34 \| 445 \| \| \| 469 \| \| 25—29 \| 466 \| \| \| 470 \| \| 20—24 \| 439 \| \| \| 469 \| \| 15—19 \| 439 \| \| \| 413 \| \| 10—14 \| 399 \| \| \| 358 \| \| 5—9 \| 373 \| \| \| 303 \| \| 0—4 \| 345 \| \| \| 323 \| \| Просек : \| 469 \| \| \| 35 \| |     |  |  |     |
| |     |  |  |     |
| | м   |  |  | ж   |
| ? | 66  |  |  | 86  |
| 80+ | 102 |  |  | 155 |
| 75—79 | 148 |  |  | 185 |
| 70—74 | 216 |  |  | 269 |
| 65—69 | 313 |  |  | 351 |
| 60—64 | 332 |  |  | 353 |
| 55—59 | 337 |  |  | 384 |
| 50—54 | 432 |  |  | 571 |
| 45—49 | 436 |  |  | 519 |
| 40—44 | 421 |  |  | 456 |
| 35—39 | 417 |  |  | 479 |
| 30—34 | 445 |  |  | 469 |
| 25—29 | 466 |  |  | 470 |
| 20—24 | 439 |  |  | 469 |
| 15—19 | 439 |  |  | 413 |
| 10—14 | 399 |  |  | 358 |
| 5—9 | 373 |  |  | 303 |
| 0—4 | 345 |  |  | 323 |
| Просек : | 469 |  |  | 35  |

| Број домаћинстава према пописима из периода 1948—2003. | Број домаћинстава према пописима из периода 1948—2003. | Број домаћинстава према пописима из периода 1948—2003. | Број домаћинстава према пописима из периода 1948—2003. | Број домаћинстава према пописима из периода 1948—2003. | Број домаћинстава према пописима из периода 1948—2003. | Број домаћинстава према пописима из периода 1948—2003. | Број домаћинстава према пописима из периода 1948—2003. |
| Година пописа                                          | 1948.                                                  | 1953.                                                  | 1961.                                                  | 1971.                                                  | 1981.                                                  | 1991.                                                  | 2003.                                                  |
| ------------------------------------------------------ | ------------------------------------------------------ | ------------------------------------------------------ | ------------------------------------------------------ | ------------------------------------------------------ | ------------------------------------------------------ | ------------------------------------------------------ | ------------------------------------------------------ |
| Број домаћинстава                                      | 931                                                    | 1.076                                                  | 1.406                                                  | 2.231                                                  | 2.671                                                  | 3.763                                                  | 4.517                                                  |

| Број домаћинстава по броју чланова према попису из 2003. | Број домаћинстава по броју чланова према попису из 2003. | Број домаћинстава по броју чланова према попису из 2003. | Број домаћинстава по броју чланова према попису из 2003. | Број домаћинстава по броју чланова према попису из 2003. | Број домаћинстава по броју чланова према попису из 2003. | Број домаћинстава по броју чланова према попису из 2003. | Број домаћинстава по броју чланова према попису из 2003. | Број домаћинстава по броју чланова према попису из 2003. | Број домаћинстава по броју чланова према попису из 2003. | Број домаћинстава по броју чланова према попису из 2003. | Број домаћинстава по броју чланова према попису из 2003. |
| Број чланова                                             | 1                                                        | 2                                                        | 3                                                        | 4                                                        | 5                                                        | 6                                                        | 7                                                        | 8                                                        | 9                                                        | 10 и више                                                | Просек                                                   |
| -------------------------------------------------------- | -------------------------------------------------------- | -------------------------------------------------------- | -------------------------------------------------------- | -------------------------------------------------------- | -------------------------------------------------------- | -------------------------------------------------------- | -------------------------------------------------------- | -------------------------------------------------------- | -------------------------------------------------------- | -------------------------------------------------------- | -------------------------------------------------------- |
| Број домаћинстава                                        | 4.461                                                    | 1.035                                                    | 932                                                      | 896                                                      | 1.068                                                    | 382                                                      | 102                                                      | 35                                                       | 8                                                        | 2                                                        | 1                                                        |

| Пол    | Укупно | Неожењен/Неудата | Ожењен/Удата | Удовац/Удовица | Разведен/Разведена | Непознато |
| ------ | ------ | ---------------- | ------------ | -------------- | ------------------ | --------- |
| Мушки  | 5.009  | 1.679            | 2.964        | 151            | 144                | 71        |
| Женски | 5.629  | 1.468            | 2.989        | 789            | 314                | 69        |
| УКУПНО | 10.638 | 3.147            | 5.953        | 940            | 458                | 140       |

| Пол    | Укупно                    | Пољопривреда, лов и шумарство | Рибарство                            | Вађење руде и камена | Прерађивачка индустрија       |
| ------ | ------------------------- | ----------------------------- | ------------------------------------ | -------------------- | ----------------------------- |
| Мушки  | 2.184                     | 14                            | 5                                    | 0                    | 203                           |
| Женски | 2.096                     | 2                             | 2                                    | 2                    | 100                           |
| Укупно | 4.280                     | 16                            | 7                                    | 2                    | 303                           |
|        |                           |                               |                                      |                      |                               |
| Пол    | Производња и снабдевање   | Грађевинарство                | Трговина                             | Хотели и ресторани   | Саобраћај, складиштење и везе |
| Мушки  | 65                        | 116                           | 335                                  | 242                  | 168                           |
| Женски | 24                        | 32                            | 525                                  | 241                  | 67                            |
| Укупно | 89                        | 148                           | 860                                  | 483                  | 235                           |
|        |                           |                               |                                      |                      |                               |
| Пол    | Финансијско посредовање   | Некретнине                    | Државна управа и одбрана             | Образовање           | Здравствени и социјални рад   |
| Мушки  | 17                        | 83                            | 459                                  | 60                   | 183                           |
| Женски | 23                        | 102                           | 196                                  | 192                  | 429                           |
| Укупно | 40                        | 185                           | 655                                  | 252                  | 612                           |
|        |                           |                               |                                      |                      |                               |
| Пол    | Остале услужне активности | Приватна домаћинства          | Екстериторијалне организације и тела | Непознато            | Непознато                     |
| Мушки  | 136                       | 0                             | 0                                    | 98                   | 98                            |
| Женски | 118                       | 3                             | 1                                    | 37                   | 37                            |
| Укупно | 254                       | 3                             | 1                                    | 135                  | 135                           |

## Спорт
Најуспјешнији спортски клуб из Херцег Новог је ПВК Јадран Херцег Нови.

## Партнерски градови
Херцег Нови је побратимљен са сљедећим градовима:
- Требиње, Босна и Херцеговина
- Котор Варош, Босна и Херцеговина
- Фоча, Босна и Херцеговина
- Лозница, Србија
- Земун, Србија
- Звездара, Србија
- Бачка Топола, Србија
- Мали Зворник, Србија
- Беочин, Србија
- Чајетина, Србија
- Ново Место, Словенија
- Крањ, Словенија
- Барлета, Италија
- Волгореченск, Русија
- Вореал, Француска
- Левангер, Норвешка
- Битољ, Сјеверна Македонија
- Сењец, Словачка
- Хеиђин, Кина

## Познате личности
- Готфрид фон Банфилд, најуспјешнији аустроугарски морнарички ваздухопловни пилот у Првом Свјетском Рату, познат под надимком "Тршћански Орао", посљедњи носилац Војног Реда Марије Терезе, највишег војног одликовања у Аустро-угарском Царству
- Бојан Базели, црногорски и амерички директор фотографије и редитељ филмова, реклама и музичких спотова
- Марко Цар, српски књижевни критичар, есејиста и путописац
- Дејан Дабовић, југословенски ватерполиста, освајач златне медаље на Олимпијским играма (1968)
- Игор Гочанин, југословенски ватерполиста, освајач златне медаље на Олимпијским играма (1988) и на Европском првенству (1991)
- Стефан Херцеговић Косача, касније Ахмед-паша Херцеговић, српски племић из породице Косача, велики везир Османског царства (1497-1516) и главни адмирал Османског царства (1506-1511)
- Александар Ивовић, црногорски ватерполиста, освајач златне медаље на Европском првенству (2008), Свјетској лиги (2009), Универзијади (2005)
- Богдан Иван Мандић, касније Леополд Мандић, римокатолички свештеник, капуцин, исповједник, проповједник хришћанског јединства и светац, заштитник обољелих од канцера
- Зоран Мустур, југословенски ватерполиста, сребрна медаља на Олимпијским играма (1980)
- Божидар Станишић, југословенски ватерполиста, сребрне медаље на Олимпијским играма (1964) и Европском првенству (1958)
- Бранко Штрбац, југословенски и српски рукометаш, златна медаља на Олимпијским играма (1984)
- Константин Војновић, хрватски политичар српског поријекла, правник, универзитетски професор и ректор у Краљевини Далмацији и Краљевини Хрватској и Славонији
- Марко Војновић, оснивач и први Адмирал руске црноморске флоте, поријеклом из српске грофовске породице
- Борис Злоковић, црногорски ватерполиста, освајач златне медаље на Свјетском првенству (2005), Европском првенству (2003, 2008) и Свјетској лиги (2009)
- Урош Тројановић, српски пјесник и новинар
- Густав Хајнзе, бугарски пјесник и преводилац судетскоњемачког поријекла
- Емил Кутијаро, југословенски, црногорски и хрватски филмски и позоришни глумац